# 김명훈 (바둑 기사)
김명훈(金明訓, 1997년 4월 7일 ~ )은 대한민국의 바둑 기사이다.

## 약력
서울 태생으로 골든벨도장에서 바둑을 배웠다. 2014년 입단하여, 최단기간에 KBS바둑왕전 본선에 진출하는 기록을 세웠다. 같은 해 8월 렛츠런파크배 본선 16강에 올랐다. 2015년 제20기 GS칼텍스배 4강에 들었고, 3월에 2단으로 승단하였다. 2015년 렛츠런파크배 오픈토너먼트에서 준우승하여 3단으로 승단했고, 2016년 7월 4단을 거쳐 2017년 1월에 제2회 미래의 별 신예최강전 우승하여 5단으로 승단한 후 제19회 농심신라면배 세계바둑최강전에 한국 대표의 일원으로 출전했다. 같은해 12월, 6단으로 승단했다. 2020년 8단을 거쳐 2022년에 9단으로 승단했다.